# Vous les femmes (série télévisée)
Vous les femmes est une série télévisée française en 360 épisodes composé chacun de deux sketchs d'environ 2 minutes créée par Judith Siboni et Olivia Côte, produite par CALT, écrite et interprétée par Judith Siboni et Olivia Côte. Elle est la première série originale achetée par téva et est diffusée depuis le 25 mai 2007 sur M6 et Téva et rediffusée sur la chaîne suisse La télé à partir de 2009.
La saison 1 a été réalisée par David Lanzmann 117 épisodes, les saisons 2, 3 et 4 (260 épisodes) ont été ensuite réalisées par Christian Merret-Palmair. Les saisons 1 à 3 sont disponibles en DVD. La saison 3 voit apparaître des guests : Mélanie Laurent, Miou-Miou, Pierre Richard, Bruno Salomone et Alexandre Astier… La saison 4 est tournée à l'île d'Oléron, la plage étant prétexte à de nouvelles situations comiques.
La saison 5 a été diffusée le 10 octobre 2016.
Le format de la série a été adapté en Italie à partir de 2009 sous le nom Cosi fan tutte sur Italia 1 et achetée en 2012 par la BBC Two telle quelle et sous-titrée en anglais sous le titre de Women!.

## Présentation
Vous les femmes est une série courte d'humour créée et écrite par un duo de comédiennes qui interprète les multiples figures féminines de notre société.
L'idée de ces sketchs nait de la connivence naturelle qui existe entre les deux comédiennes qui partagent un univers absurde depuis l'adolescence.
Judith Siboni et Olivia Côte incarnent un large panel de femmes de caractères et d’horizons socio-culturels différents — mère de famille bon chic bon genre, célibataire endurcie, avocate nymphomane, employée de bureau stressée, consommatrice sceptique — généralement urbaines et dont l’âge varie entre 25 et 35 ans.
Ces femmes sont dépeintes dans des situations banales et quotidiennes mais font face aux problèmes qu’elles rencontrent de façon absurde et comique, en apportant des solutions fantasmées par la plupart des téléspectatrices osant désacraliser le statut de la femme sans aucune concession.
Ces sketchs sont aussi ponctués des saynètes absurdes appelées « Pause café » où les comédiennes s'affrontent dans un jeu de mimes décalé.

## Distribution
- Judith Siboni
- Olivia Côte
- Yannick Choirat
- Guillaume Clémencin

## Liste des épisodes

### Saison 1[2]
1. La perche
2. Au parc
3. La victoire - EURO 2016
4. A l'opéra ce soir
5. L'institutrice
6. La retouche
7. Parité
8. Profil idéal
9. Dilemme
10. Les adultes aiment le Jazz
11. Paranoïa
12. Seule
13. Les amies
14. Fatale
15. A votre service
16. Rendez-vous brûlant
17. Harcèlement
18. Casting
19. Logique
20. Femmes en péril
21. Casting
22. La jungle des villes
23. Fixette
24. Pause café
25. Berceuse
26. Bon conseil
27. Stratagème
28. Le plombier
29. Fashionistas
30. Hitchcock
31. L'embûche
32. Bien se connaître
33. Seule
34. Hivernales
35. Bas de gamme
36. Tête de gondole
37. Les meilleures
38. Le (la?) pouf
39. Raisonnable
40. Religieuse et batavia
41. Être belle
42. Fin de journée
43. La protection
44. La bonne éducation
45. Le doudou
46. Poids plume
47. Bérénice
48. Salée
49. Petite nature
50. La soubrette
51. Casting
52. Fatale
53. L'hygiène
54. Concernées
55. L'oubli
56. Cloison légère
57. L'infirmière
58. Santé publique
59. Pas d'amis
60. Gangsta

### Saison 2
1. Système D
2. Identité
3. Crêpes party
4. À l'aise
5. La boîte
6. Critère majeur
7. L'agnostique
8. L'amour toujours
9. Lâche pas la barre
10. Mastication
11. Le dernier croissant
12. De mèche
13. L'enfance
14. Essayage
15. Promenade familiale
16. Spécialiste
17. Feu rouge
18. Concours de rire
19. Les miettes
20. Pause café
21. Physionomiste
22. En de bonnes mains
23. En route
24. Les nulles
25. Vigilance
26. L'homme qui aimait les bébés
27. Insupportable
28. Vestiaire
29. Pas facile pour tout le monde
30. Marketing
31. Réveil difficile
32. Précaution
33. La décision
34. Irrésistible
35. L'harmonie
36. La bulle
37. Le bouquet
38. Rêverie
39. Festivité
40. Cours particulier
41. La mode
42. La rage
43. La bulle
44. On a rien sans rien
45. Incompréhension
46. Solidarité
47. L'orientation
48. Ramasser
49. Erreur de casting
50. Duo Bio
51. Énigmatique
52. Transparence
53. L'aventure
54. Un rien fait l'affaire
55. Le désarroi
56. Le sac poubelle
57. La réponse
58. La base
59. Jacques a dit
60. Pouf

### Saison 3
1. Yaourt
2. Contorsions
3. Casting serre-tête
4. La médiatrice
5. Complicité
6. Cache cache
7. Raideur
8. Vieille connaissance
9. Law in the city
10. La grande question
11. Bouche cousue
12. La fâcherie
13. Bibounette
14. Rituel
15. Comme une image
16. Le miroir
17. Futurs époux
18. Le bonheur des uns
19. Le ménage
20. À sa place
21. Irrépressible
22. Parent-Prof
23. La vérité
24. L'opération
25. Le crac
26. Sobriquets
27. Les clés
28. Le Pouf
29. Celui qui parle
30. 3 tonnes
31. Le grand soir
32. Plan de table
33. Psychose
34. Remède de grand-mère
35. La voiture
36. Le plus beau des spectacles
37. Joue la comme mamie
38. Sale gosse
39. Le sosie
40. Allaiter
41. Le petit poucet
42. Perturbée
43. The look
44. Écart de langage
45. Place de l'Étoile
46. La coach
47. Les bébés
48. Le dentier
49. Lichnerovich Aouarbida
50. Chez lui
51. Fils indigne
52. Tomate cerise
53. Premier week-end
54. Besoin d'argent
55. Alzheimer amer
56. XXS
57. Chez le médecin
58. Tue l'amour
59. Le dîner entre amis
60. Bonnes conditions
61. 22 rue des dames
62. Une fille cool
63. Guillaume
64. Un peu de piment
65. La serpillière
66. Les cendres
67. Mot de passe
68. Suivez cette voiture
69. Tu préfères ?
70. Fin de soirée
71. Madame Verdier
72. La quiétude
73. Visualisation
74. Marcel
75. Mémoire visuelle
76. La tumeur
77. Le test
78. Le héros préféré
79. La boulette
80. Le Trou
81. Casting
82. La douche
83. Vieillir
84. Prise de contact
85. Casting
86. Les grands moyens
87. Mal assise
88. Sage femme
89. Le téléphone
90. Va chercher
91. Gentille petite fille
92. La pleureuse
93. Concours
94. La pilule
95. L'album
96. Le GPS
97. La douche
98. Jogging
99. Introuvable
100. Thé Glacé

### Saison 4
1. Astuce
2. Frisbee
3. A fond la forme
4. Qu’est ce qu’on peut faire ?
5. Serviette mouillée
6. Disparition
7. L'avenir du monde
8. Parfaitement sèche
9. Les détails
10. Devoirs de vacances
11. Les tongs
12. Grosse envie
13. En piste
14. La robe
15. Fatale
16. Moustique
17. Cabine de plage
18. Hygiène de vie
19. Pas d'accident
20. Perdue
21. Pas de show pour Solange
22. Boutique de souvenirs
23. Topless
24. Anti-toxines
25. Protection
26. Action ou vérité
27. Faire connaissance
28. La bombe
29. Sans gêne
30. C'est cuit
31. Alibi
32. Insecte volant
33. Jeunisme
34. Nostalgie
35. Casting sauvage
36. C'est classe le cuir
37. Dans ses yeux
38. Bonne détente
39. JOG nu
40. Gla Gla + L’homme running
41. Parieuse
42. Sous le sable
43. Mangeuse de crabe
44. Fin de mois
45. Devoirs à faire
46. Pouf de plage
47. La Patate
48. Café basket
49. Le perdant
50. L'amour
51. Un truc à raconter
52. Avoir pied
53. Les mêmes valeurs
54. Entre Adultes
55. Inoubliable
56. Modèle de luxe

## Commentaires
La série a été adaptée notamment en Scandinavie, en Espagne, en Italie et au Canada, et vendue dans près de vingt autres pays.
Au Royaume-Uni, elle a été diffusée sur BBC Two, commençant jeudi, le 20 octobre 2011.

## Récompense
- 2016 : Meilleur programme court en série au Festival de la fiction TV de La Rochelle[3].

## Vidéographie
- DVD saison 1
- DVD saison 2
- DVD saison 3 (aux côtés de guests comme Mélanie Laurent, Miou-Miou, Pierre Richard, Bruno Salomone et Alexandre Astier…)